# Колбель
Колбель (пол. Kołbiel) — село в Польщі, у гміні Колбель Отвоцького повіту Мазовецького воєводства.
Населення — 1880 осіб (2011).
У 1975-1998 роках село належало до Седлецького воєводства.

## Демографія
Демографічна структура станом на 31 березня 2011 року:
|          | Загалом | Допрацездатний вік | Працездатний вік | Постпрацездатний вік |
| -------- | ------- | ------------------ | ---------------- | -------------------- |
| Чоловіки | 948     | 177                | 706              | 65                   |
| Жінки    | 932     | 164                | 597              | 171                  |
| Разом    | 1880    | 341                | 1303             | 236                  |